# Magway
Magway o Magwe (birmano: မကွေးမြို့ [məɡwé mjo̰]) es una localidad de Birmania, capital de la región homónima en el centro-oeste del país. Dentro de la región, es la capital del distrito homónimo y del municipio homónimo.
En 2014 tenía una población de 94 038 habitantes, en torno a la tercera parte de la población municipal.
La localidad era históricamente un puerto fluvial agrícola en un área de producción de sésamo y frutos secos. Su principal monumento es una pagoda de la época del reino de Pagan. En 1974 se convirtió en capital regional, al trasladarse las sedes administrativas desde Yenangyaung.
Se ubica a orillas del río Irawadi unos 100 km al oeste de la capital nacional Naipyidó, sobre la carretera 2 que une Rangún con Mandalay.

## Clima
| Parámetros climáticos promedio de Magway (1981–2010) | Parámetros climáticos promedio de Magway (1981–2010) | Parámetros climáticos promedio de Magway (1981–2010) | Parámetros climáticos promedio de Magway (1981–2010) | Parámetros climáticos promedio de Magway (1981–2010) | Parámetros climáticos promedio de Magway (1981–2010) | Parámetros climáticos promedio de Magway (1981–2010) | Parámetros climáticos promedio de Magway (1981–2010) | Parámetros climáticos promedio de Magway (1981–2010) | Parámetros climáticos promedio de Magway (1981–2010) | Parámetros climáticos promedio de Magway (1981–2010) | Parámetros climáticos promedio de Magway (1981–2010) | Parámetros climáticos promedio de Magway (1981–2010) | Parámetros climáticos promedio de Magway (1981–2010) |
| Mes                                                  | Ene.                                                 | Feb.                                                 | Mar.                                                 | Abr.                                                 | May.                                                 | Jun.                                                 | Jul.                                                 | Ago.                                                 | Sep.                                                 | Oct.                                                 | Nov.                                                 | Dic.                                                 | Anual                                                |
| ---------------------------------------------------- | ---------------------------------------------------- | ---------------------------------------------------- | ---------------------------------------------------- | ---------------------------------------------------- | ---------------------------------------------------- | ---------------------------------------------------- | ---------------------------------------------------- | ---------------------------------------------------- | ---------------------------------------------------- | ---------------------------------------------------- | ---------------------------------------------------- | ---------------------------------------------------- | ---------------------------------------------------- |
| Temp. máx. media (°C)                                | 30.7                                                 | 34.5                                                 | 38.6                                                 | 40.9                                                 | 38.3                                                 | 34.2                                                 | 33.4                                                 | 33.1                                                 | 33.7                                                 | 33.7                                                 | 31.5                                                 | 29.8                                                 | 34.4                                                 |
| Temp. mín. media (°C)                                | 11.4                                                 | 13.7                                                 | 18.0                                                 | 22.4                                                 | 24.0                                                 | 23.2                                                 | 23.1                                                 | 23.0                                                 | 22.7                                                 | 21.9                                                 | 18.3                                                 | 13.8                                                 | 19.6                                                 |
| Lluvias (mm)                                         | 1.4                                                  | 2.4                                                  | 5.0                                                  | 18.9                                                 | 105.4                                                | 141.0                                                | 100.2                                                | 132.0                                                | 163.8                                                | 132.3                                                | 51.1                                                 | 6.2                                                  | 859.7                                                |
| Fuente: Norwegian Meteorological Institute           |                                                      |                                                      |                                                      |                                                      |                                                      |                                                      |                                                      |                                                      |                                                      |                                                      |                                                      |                                                      |                                                      |

## Deportes
- Magwe FC